# 表皮生长因子
表皮生长因子（英語：Epidermal growth factor，簡稱：EGF）是最早发现的生长因子，对调节细胞生长、增殖和分化起着重要作用。在人类，表皮生长因子蛋白有53个氨基酸残基，三个二硫键，质量6千道耳顿，化学式为：C270H395O83N73S7
表皮生长因子通过与细胞表面的受体表皮生长因子受体（EGFR）结合而起作用。与表皮生长因子受体的高亲和力结合，激发受体内在的酪氨酸激酶的活性，从而启动了信号传导级联而导致多种生物化学变化，细胞内钙水平上升，增加糖酵解与蛋白质合成，增加某些基因（包括表皮生长因子受体）的表达，最终导致DNA合成和细胞增殖。